# Salzkotten
Salzkotten é uma cidade da Alemanha localizado no distrito de Paderborn, região administrativa de Detmold, estado de Renânia do Norte-Vestfália.